# کارل فن هابسبورگ
کارل فن هابسبورگ (انگلیسی: Karl von Habsburg؛ زادهٔ ۱۱ ژانویهٔ ۱۹۶۱) یک شاهزاده اهل اتریش است.